# پرونوس گرایانا
پرونوس گرایانا (نام علمی: Prunus grayana) یا (نام علمی: Padus grayana) گیلاس پرنده ژاپنی یکی از گونه‌های زیرسردهٔ گیلاس‌های پرنده متعلق به سردهٔ پرونوس است. یکی از انواع درخت گیلاس است که در چین و ژاپن انتشار دارد. ارتفاع درخت بین ۱۰–۱۵ متر است.
در زبان ژاپنی پرونوس گرایانا، اووا-میزو-زاکورا (به ژاپنی: ウワミズザクラ Uwa-mizu-zakura) نامیده می‌شود. در ژاپن گل و میوهٔ آن خوراکی است و بخاطر عطر آن در تهیهٔ ساکی به کار برده می‌شود.